# Port Said Airport
Port Said Airport är en flygplats i Egypten. Den ligger i den norra delen av landet, 160 km nordost om huvudstaden Kairo. Port Said Airport ligger 2 meter över havet.
Terrängen runt Port Said Airport är mycket platt. Havet är nära Port Said Airport åt nordost. Runt Port Said Airport är det mycket tätbefolkat, med 1 754 invånare per kvadratkilometer. Närmaste större samhälle är Port Said, 4,9 km sydost om Port Said Airport. 